# Eugenia guillotii
Eugenia guillotii là một loài thực vật có hoa trong Họ Đào kim nương. Loài này được Hochr. mô tả khoa học đầu tiên năm 1908.